# Elemento nativo
In chimica, con il termine elemento nativo si indica un minerale che contiene una sostanza semplice pura (cioè una sostanza chimica costituita da atomi appartenenti ad un solo elemento chimico e non combinati con atomi di altri elementi). Tali minerali si indicano utilizzando il nome dell'elemento chimico corrispondente, ad esempio: rame nativo, oro nativo, zolfo nativo.
Gli elementi nativi possono presentarsi sotto forma di cristalli o in forma amorfa. Alcuni elementi nativi possono trovarsi sotto varie forme: ad esempio il carbonio allo stato nativo si può trovare sotto forma di diamante o grafite (che sono due particolari forme allotropiche del carbonio).
In mineralogia il significato di "elementi nativi" è più ampio, in quanto indica una classe di minerali che comprende anche le leghe, i carburi, i nitruri e i fosfuri.

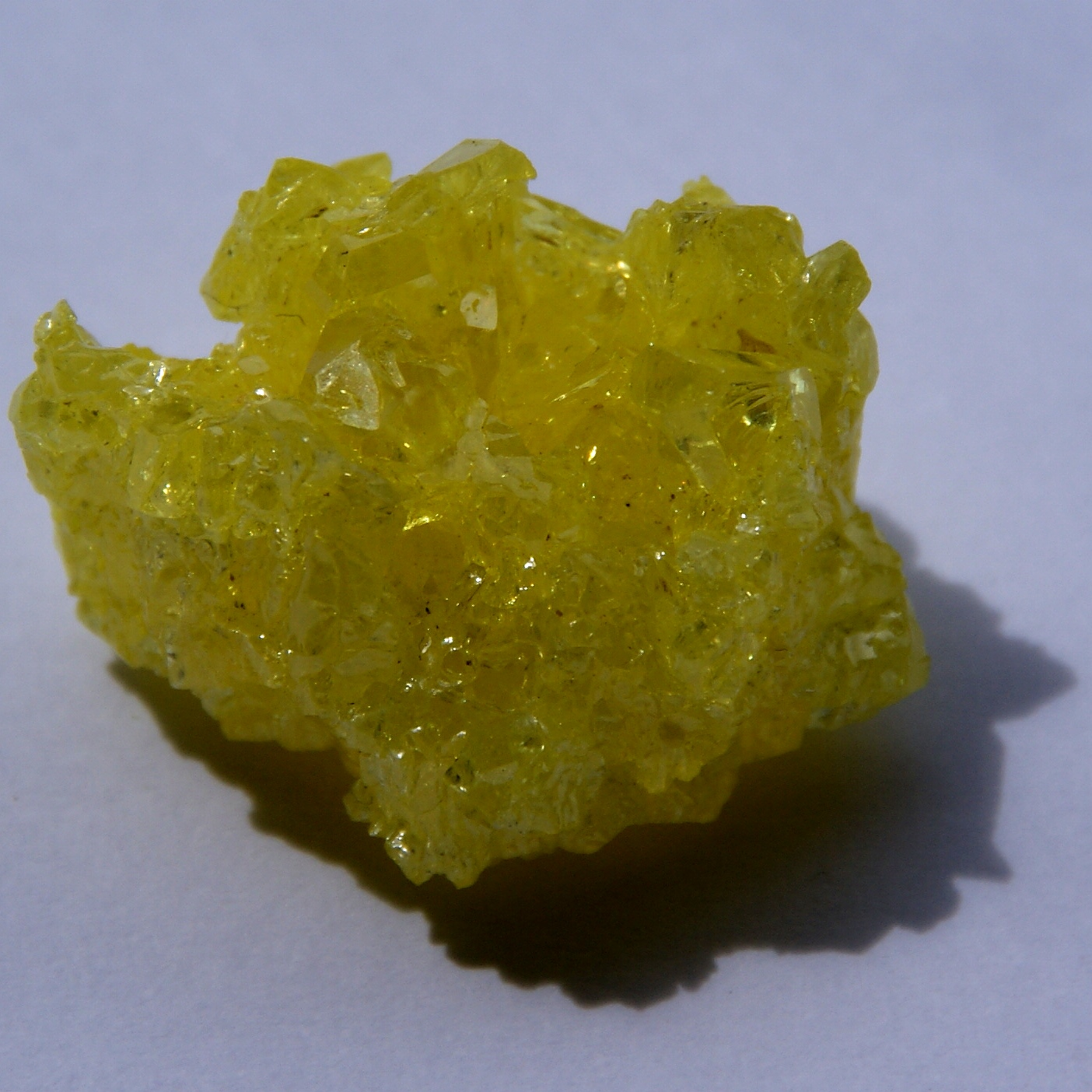
Zolfo nativo in forma cristallina
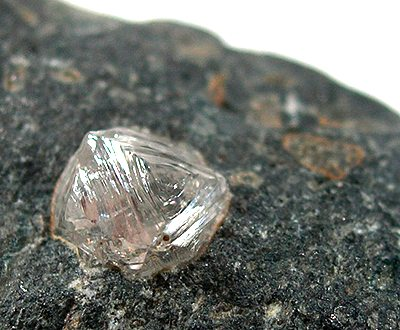
Diamante naturale
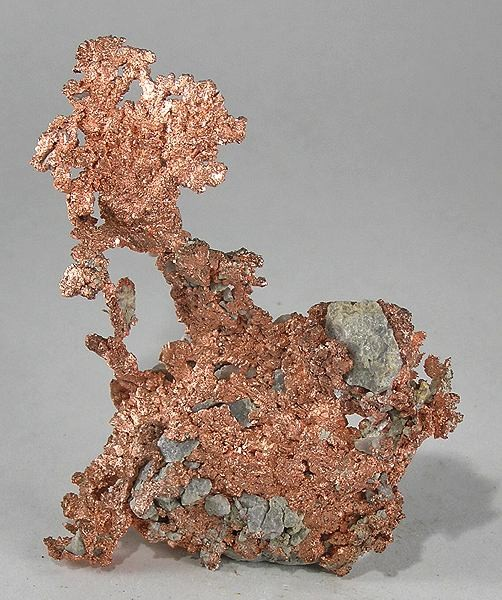
Rame nativo in forma amorfa
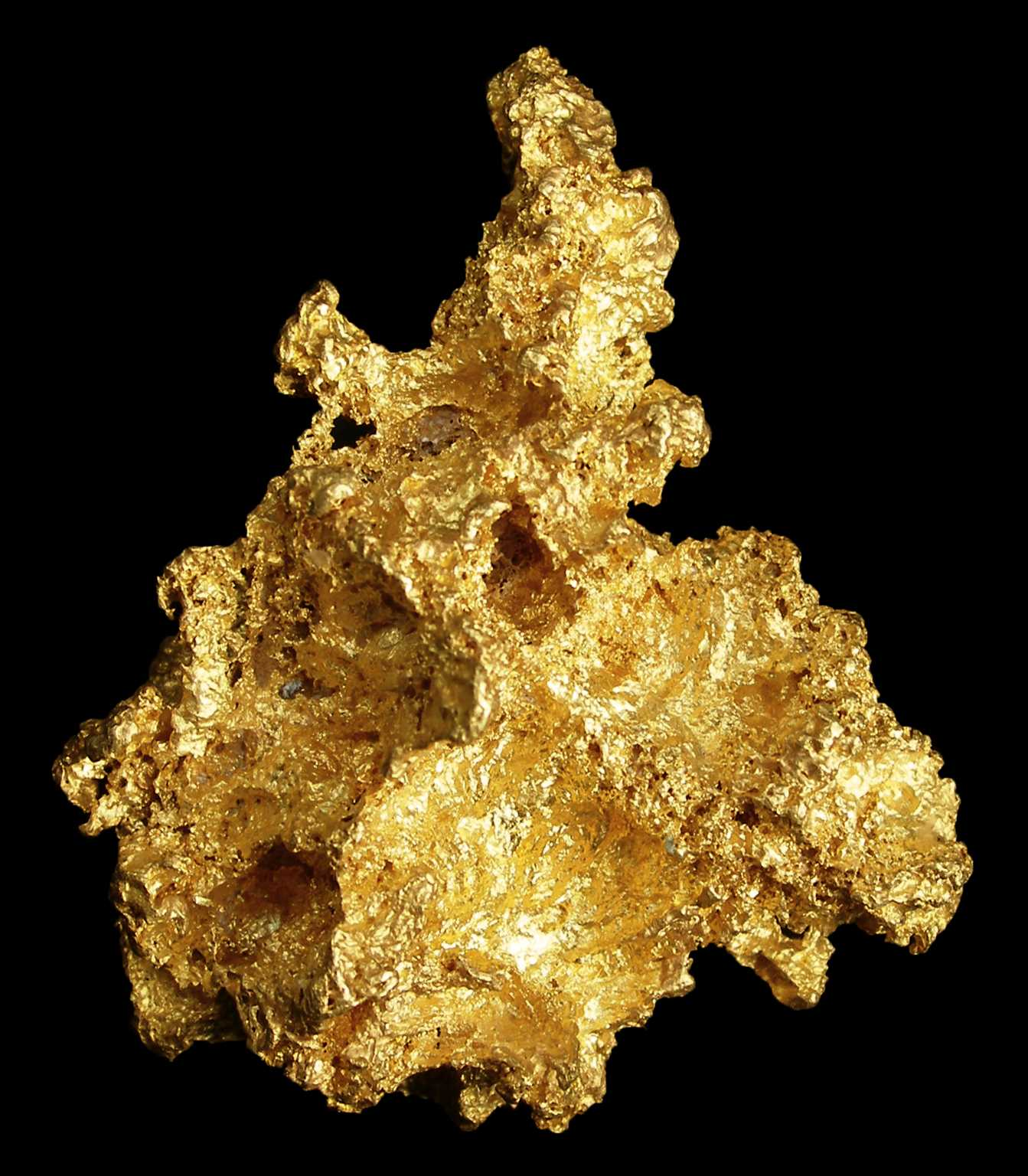
Oro nativo

## Metalli nativi
Alcuni metalli nativi (cioè elementi nativi di un metallo), sono costituiti da metalli nobili (come ad esempio l'oro o l'argento) e altri metalli con scarsa affinità per l'ossigeno o passivabili in superficie (come il rame).
Tale tipologia di elementi nativi sono rari, in quanto i metalli tendono a reagire con altre sostanze (in particolare con l'ossigeno), per cui in genere i metalli puri vengono ricavati da minerali in cui gli atomi del metallo in questione sono legati con atomi di altri elementi chimici, formando dei composti chimici.